# اوکتاویو زامبرانو
اوکتاویو زامبرانو (انگلیسی: Octavio Zambrano؛ زادهٔ ۳ فوریهٔ ۱۹۵۸) مربی و بازیکن فوتبال اهل اکوادور است.